# Dominique Herr
Dominique Herr (født 25. oktober 1965 i Basel, Schweiz) er en tidligere schweizisk fodboldspiller, der spillede som midterforsvarer. Han var på klubplan tilknyttet FC Basel, Lausanne-Sport og FC Sion i hjemlandet.
Herr spillede mellem 1989 og 1995 52 kampe og scorede fire mål for det schweiziske landshold. Han repræsenterede sit land ved VM i 1994 i USA.